# Włodzimierz Szymanowicz

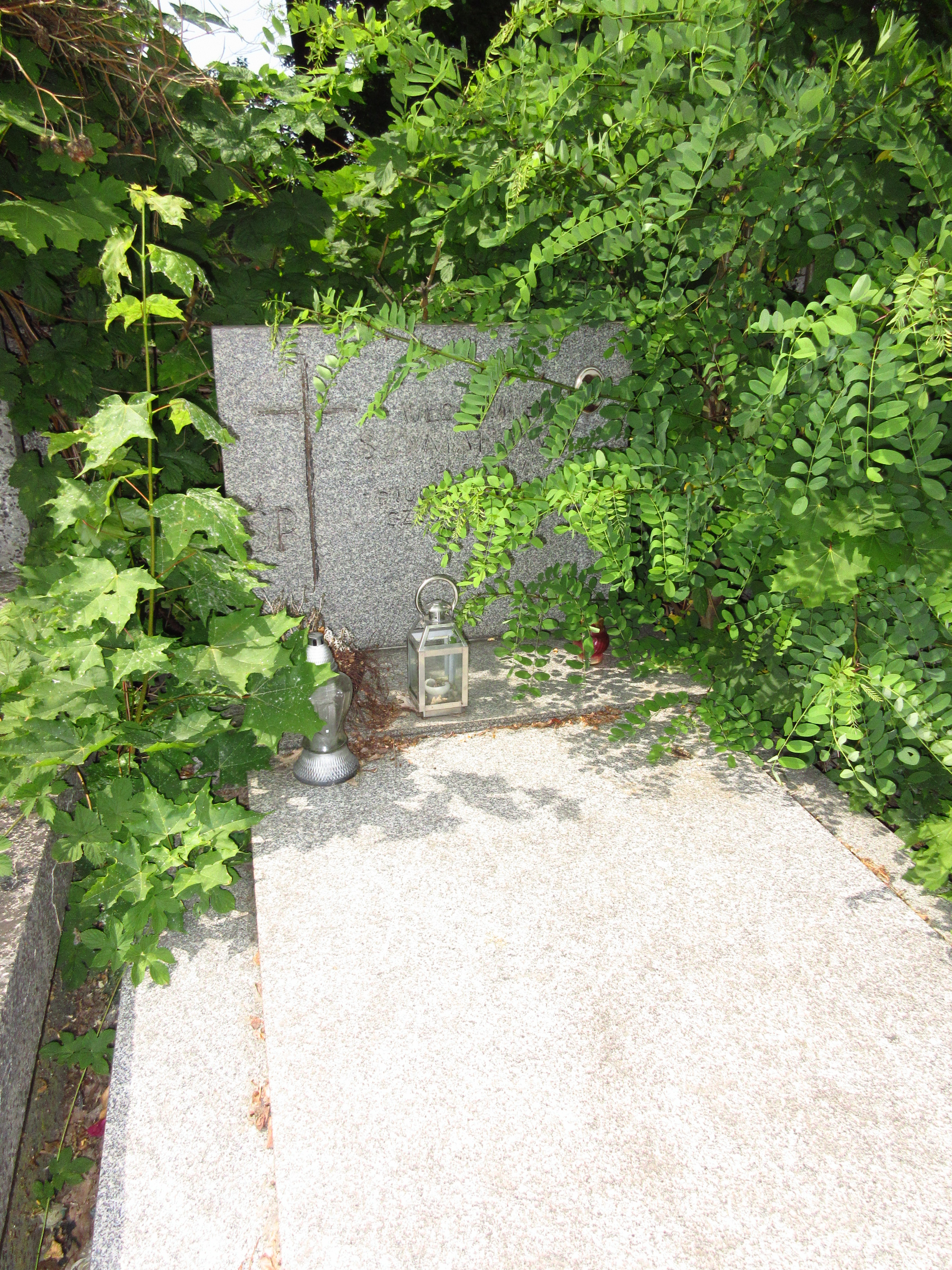
Grób Włodzimierza Szymanowicza na Cmentarzu Bródnowskim.

Włodzimierz Szymanowicz (ur. 3 września 1946 we Wrocławiu, zm. 4 marca 1967 w Warszawie) – polski malarz i grafik, poeta, zaliczany do poetów przeklętych.
Urodził się 3 września 1946 roku jako syn Jadwigi i Kazimierza Szymanowiczów; jego matka miała pochodzenie arystokratyczne, ojciec żydowskie. Zajmował się głównie malarstwem i grafiką, pisał także wiersze. Szymanowicz zmarł tragicznie w Warszawie 4 marca 1967 roku w wieku 20 lat na skutek obrażeń po upadku z okna. Okoliczności jego śmierci są niejasne, według części świadków zdarzenia popełnił samobójstwo, według innych został z okna wypchnięty.
Jego twórczość nie została wydana za życia. Publikacja tomików poezji nastąpiła głównie dzięki staraniom jego matki. Obecnie najbardziej znany jest dzięki wierszom, które posłużyły za teksty utworów muzycznych. W 1974 roku, podczas XII Krajowego Festiwalu Polskiej Piosenki w Opolu, główną nagrodę za piosenkę do wiersza Szymanowicza Zaproście mnie do stołu zdobyła Elżbieta Wojnowska (muz. Henryk Alber). Pochowany na cmentarzu Bródnowskim w Warszawie (kwatera 18F-5-3).